# Alexandre Luís de Queirós e Vasconcelos
Alexandre Luís de Queirós e Vasconcelos, o Quebra (Cachoeira do Sul, 19 de abril de 1772 - 1833) foi um militar, pioneiro abolicionista e republicano brasileiro. 
Filho de pai homônimo, dragão de Rio Pardo, e de Maria Emília Pereira Pinto, filha de Francisco Barreto Pereira Pinto, foi casado com a filha de um coronel. 
Pertenceu ao Regimento de Dragões do Rio Pardo, chegando ao posto de major, depois desertou e uniu-se à tropa de José Borges do Canto, na expedição militar de 1801, em que portugueses retomaram dos espanhóis a zona das Missões. 
Fez amizade com José Artigas e lutou pela província de Entre Ríos, contra a hegemonia de Buenos Aires, na Banda Oriental, sempre que pôde.
Teve arroubos de loucura republicana: em pleno domínio português no Brasil, em 1803, revoltou-se contra a monarquia e investiu contra a guarda estadual, liderando um grupo que, aos gritos de liberdade, libertou todos os escravos que encontrou pelo caminho, incorporando-os à sua tropa, o que aumentou consideravelmente sua força.Dominado por força superior, fizeram-no passar por 'louco varrido', 'mente insana', como registrado nos documentos da época. Foi então trancafiado no Forte Jesus, Maria, José., para evitar o fuzilamento o comandante local, Patrício Correia da Câmara, seu parente, alegou que era insano.
Foi anistiado e exilou-se em Entre Rios, onde permaneceu nas fileiras republicanas argentinas, lutando nas campanhas de 1816 a 1820, devido a sua bravura, considerada por muitos como beirando a loucura, recebeu o posto de sargento-mor de milícias. Retornou, então, coberto de louros argentinos e se estabeleceu em Cachoeira do Sul. 
Logo retomou suas atividades republicanas, arregimentando seguidores . Numa noite quente investiu contra a vila de Cachoeira, libertou todos os presos da cadeia, assim como os escravos  e mandou degolar os portugueses, mas não executou a ordem. Vestiu seu escravo liberto de confiança, que o acompanhava desde os tempos da Argentina, chamado Pedro, com o fardão do comandante da Vila, José Carvalho Bernardes, e o respectivo bastão de comando, mandando que saísse pelas ruas, proclamando a igualdade de todos, na República que acabava de proclamar. A declaração para executar os portugueses provocou um escândalo na província, provocando a reunião de uma força numerosa para sua captura.. Cercaram Cachoeira e o prenderam.
Foi enviado para o Rio de Janeiro, com recomendação de seus poderosos parentes de que era louco e que tinha feito as mesmas desordens no tempo de Dom João VI e tinha sido anistiado. D. Pedro I, não se sabe porque também o indultou, podendo Alexandre Luís voltar para Cachoeira, pregando a República.
Depois da Batalha do Passo do Rosário, que revoltou vários rio-grandenses, levando-os a se juntar à tropa do general Alvear, levou também ao Quebra,, que prometeu organizar um corpo de Libertadores do Rio Grande, com o que contou com alguns republicanos rio-grandenses, sendo ele nomeado comandante, com o posto de coronel. A ação do Regimento ficou somente no papel, já que com a Argentina esgotada, pouco tempo depois foi assinada a paz.
Em 1830, aparece em Caçapava do Sul, onde de novo reúne escravos no campo e os liberta, proclamando idéias republicanas, aparentemente articulado com a sedição de 1830, o movimento de alguns oficiais estrangeiros, em São Leopoldo, cuja conspiração é descoberta. Perseguido, foge para a fronteira, com Pedro e alguns escravos liberto, onde se refugia e falece em 1833.